# Filipe IV da Macedônia
Filipe IV da Macedônia (em grego clássico: Φίλιππος Δʹ ὁ Μακεδών; romaniz.: Phílippos IV ho Makedṓn, morto em 297 a.C.), foi o filho de Cassandro e Tessalônica da Macedônia (meia-irmã de Alexandre, o Grande). Sucedeu brevemente seu pai no trono da Macedônia antes de morrer. Foi sucedido por Alexandre V.